# Соколска организация „Кралевич Марко“
Соколската организация „Кралевич Марко“ е спортна организация във Вардарска Македония, част от Соколското движение в Сърбия и после в Югославия.

## История
Организацията се появява в Македония след Младотурската революция в 1908 година, когато са създадени клонове в Куманово (1909), Скопие (1910), Тетово (1910) и Крива паланка (1912). В управите им влизат просветни работници и други видни сърбомански общественици. Кумановската организация например, съществувала от 1909 до 1911 година, е начело със сръбски учители - Йован Довезенски (председател), Георги Божинович (началник), Милое Закич, Ангелко Ристич, аптекарят Илия Вукотич и други. Членовете ѝ, предимно ученици, участват на соколските събирания в манастирите Грачаница (1910) и Девич (1911), както и на всеславянския соколски събор в Белград в 1910 г. Дружествата са членове на Съюза на сръбските соколски дружества „Душан Силни“, като получават от него и от сръбската държава финансова издръжка, униформи и друга помощ - така например в Скопската гимназия е изпратен учителят по гимнастика Радко Караклаич, кунавоските учители Божинович и Закич се обучават в Ниш и т.н.
След войните от 1912 – 1918 година дружествата са възобновени и са основани нови. В 1923 година е формирана Соколска жупа в Скопие. В 1923 година организацията има 6 дружества с 1514 членове, в 1929 – 13 дружества с 2285 членове. В 1929 година след основаването на Съюза на соколите в Белград, начело с престолонаследника Петър II, броят на дружествата се увеличава силно – в 1935 година са 32 с 90 чети и 7797 членове, в 1939 – 32 дружества със 108 чети и 13198 членове. Управите на дружествата се състоят от сърби, а старейшините най-често са офицери или изтъкнати чиновници и просветни дейци. Организацията се издържа със собствени средства и от бюджета. Със собствени средства и с известна помощ от държавата са построени нови соколски домове в Скопие (два), Куманово, Прилеп, Гостивар, Кочани, Кичево, Радовиш, Кратово, Берово, Битоля, Дебър, както и в селата Миравци, Негорци, Смоквица, Пирава, Ростуше, а в някои градове като Велес и Струмица са приспособени стари сгради. В 1930 година соколските домове във Вардарска Македония са 6, в 1935 – 17, в 1940 – 34
В ръководството ѝ влизат известни сръбски националисти, като Жика Лазич, генерал Милан Недич и други. Формално Соколската организация се занимава със спортна дейност, но в действителност има за цел посърбяване на младежта във Вардарска Македония.